# 西山徹
西山 徹（にしやま とおる、1948年 - 2001年3月2日）は、日本のプロ釣り師、釣りジャーナリスト、ダイワフィールドテスター。フライフィッシングやバスフィッシング、ソルトウォータールアーフィッシング、そして生物学的知識の釣りへの導入における草分け的存在。

## 来歴
高知県出身。釣り好きの父親の影響を受けて、物心ついたときから釣りに熱中。
小学校入学とともに小鮒やオイカワ釣りを、小学校3年生頃に鮎のドブ釣り、友釣りを覚え、それ以降も鯉、鯰、ボラ、シロギスと様々な魚を釣っていく。 
6年生の時アマゴ釣りを経験し、その美しさに心底感動したという。
中学時代に海の投げ釣りと渓流釣り、ヘラブナ釣り、そして、フライフィッシングをはじめる。
高校時代に初めてルアーと出会う。当時、ドジョウを餌に投げ釣りでヒラメやスズキを狙っていたが、どちらも冬期に対象魚としていたため、その時期までドジョウを生かしておいたり、冷たい水に手をつけて仕掛けを作らねばならなかった。丁度その頃、ミノータイプのルアーが全国的にわずかながら流通し始め、ドジョウの代替品として使用して実際に釣れる。しばらくして、「ドジョウタイプのミノーなら更に釣れるのでは」と考えたのが発端となり、ルアーの自作にも手をつけ始める。この頃は磯釣りにも熱中していた。
日本大学農獣医学部で魚類学を専攻。卒業後には釣り業界に入り、広く国内外を釣り歩くようになる。
1974年、アメリカから持ち帰ったワームを使った釣りのビデオを『11PM』内のイレブンフィッシングというコーナーで放送。これによりワームの存在が広く知られることとなり、大きな反響を呼んだ。しかし、当時あまりに釣れ過ぎたため、その反響のほとんどが「あれは餌だ」「もはやルアーではない」などと否定的なものであった。晩年、彼が行ったバスの死因調査において、ワームを飲み込んだことが一番の原因であったことにショックを受けた。ワームを広めたことに責任を感じながらも、当の本人がワームに対して否定的な見解を出すという矛盾が生じる事実に思い悩んでいた。
1970年代の後半、冬季のバスについてアメリカでは「テキサス州までは釣れるが、それより北の地域では釣れない」、日本では「冬眠状態になる」とされていたことに疑問を抱き、真冬に3年連続で津久井湖、山中湖、河口湖に毎週1回以上足を運び、冬でも十分釣りになると確信。この冬のバスの釣りをウィンターバスフィッシングと名付け、月刊誌『つり人』で発表。日本で初めてメディアで冬のバス釣りを紹介した。これが反響を呼び、さまざまな意見・批判が巻き起こる。こうして既成概念を覆す楽しさを覚えた彼は、次は氷が張った湖では釣れないという既成概念を覆そうと氷に穴を開けてバスを釣り上げる。
1983年から『THE フィッシング』のキャスターを務める。
2001年3月2日、食道癌で死去、享年52。

## 出演番組
- THE フィッシング

## 出演作品

### VHS
- スポーツフィッシングビデオマガジン Vol.9 レインボーパラダイス 河口湖パーフェクトガイド (1995年5月15日、フィッシュマン)
- 阿寒湖 スーパーミッジング (2000年1月10日、つり人社) ISBN 4-88536-872-3
- 西山 徹のフライ戦略1 イワナ(フィッシュマン)
- 西山 徹のフライ戦略2 アマゴ(フィッシュマン)
- 西山 徹のフライ戦略3 バス(フィッシュマン)
- 西山 徹のフライ戦略4 与那国のソルトウォーターゲーム(フィッシュマン)
- 西山 徹のフライ戦略5 フライ・オンリー(フィッシュマン)
- 西山 徹のフライ戦略6 「湖のアメマス」 モンカゲロウが羽化する日 (フィッシュマン)
- ザ・マイクロ・フライ (山と渓谷社) ISBN 4-635-87418-4
- 実践 ドライ・フライ・テクニック 1
- DYNAMIC FISHING 湖の暴れん坊 ブラックバス (東宝)
- FUN TO FISH WITH LURE 西山徹のルアー・レッスン(ダイワ)
- よくわかる！ 渓流のフライテクニック (フィッシュマン)
- 渓流のフライフィッシング・テクニック(山と渓谷社)
- 渓流のフライフィッシング・メソッド(山と渓谷社) ISBN 4-635-87414-1
- FLY FISHING VIDEO MAGAZINE Vol.4 Costa Rica FLY FISHING PARADISE (スミス)
- FLY FISHING TECHNIQUES IN THE FIELD 実戦で困らないためのフライフィッシング入門(ポニーキャニオン)
- テツ・西山のこれから始めるバスフィッシング (つり人社)